# Lucio Cecchinello
Lucio Cecchinello (Veneza, 21 de outubro de 1969) é um ex-motociclista italiano. Atualmente é gerente de uma equipe da MotoGP, a Team LCR, fundada em 1996.

## Carreira
Disputou 10 temporadas da categoria 125cc do Campeonato Mundial de Velocidade (atual MotoGP), conquistando 7 vitórias em 149 corridas. Obteve ainda 12 pódios, 3 poles-positions, marcando 914 pontos no total. A partir de 1996, exerceu a dupla-função de piloto e dono de sua própria equipe, a Team LCR (Lucio Cecchinello Team) até 2003, quando pendurou o capacete para dedicar-se apenas à gestão do time.
Entre os pilotos que defenderam a Team LCR, destacam-se Randy de Puniet, Casey Stoner, Toni Elías, Eugene Laverty, Mattia Pasini, Alex De Angelis, Roberto Locatelli e os irmãos Carlos e David Checa.

## Links
- lcr.mc Site da Team LCR